# Beccariella lucens
Beccariella lucens là một loài thực vật có hoa trong họ Hồng xiêm. Loài này được (P.Royen) Aubrév. mô tả khoa học đầu tiên năm 1962.